# Université polytechnique de Hô Chi Minh-Ville
Pour les articles homonymes, voir BKU.
L'université polytechnique d'Hô Chi Minh-Ville (en vietnamien, Trường Đại học Bách khoa, Đại học Quốc gia Thành phố Hồ Chí Minh ; en anglais, Ho Chi Minh City University of Technology (HCMUT) ou Bach Khoa University (BKU) ; encore désignée par beaucoup sous le nom de Phu Tho) est une université membre de l'université nationale de Hô Chi Minh-Ville, située à Hô Chi Minh-Ville, la plus grande ville du Viêt Nam.

## Présentation
L'établissement a été fondée le 29 juin 1957 sous le nom Phu Tho National Center of Technology. En 2005, l'université dispose notamment de 11 facultés et de 14 centres de recherche et développement.